# 블라디미르 브리치타

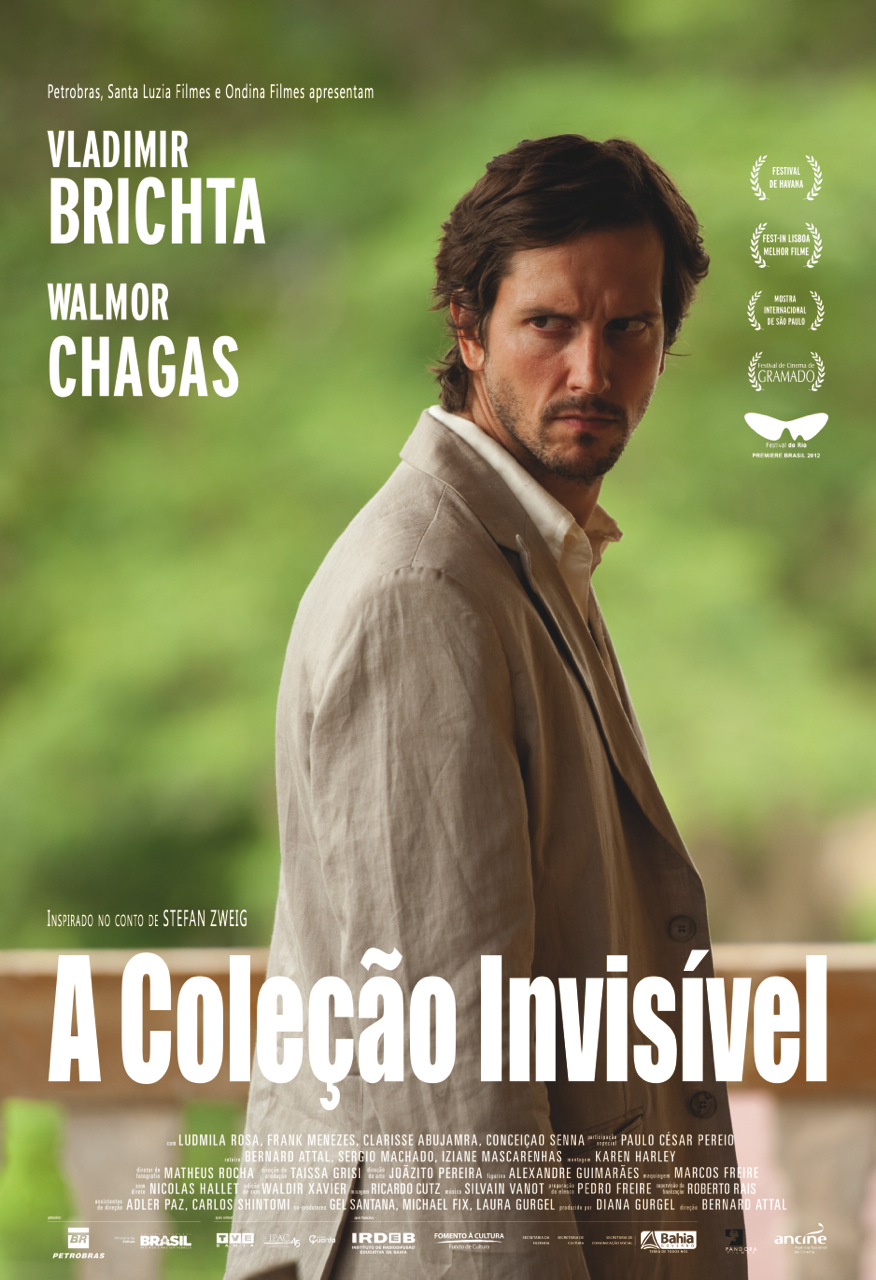

블라지미르 브리시타(Vladimir Brichta, 1976년 3월 22일 ~ )는 브라질의 배우이다.
지아만치나에서 태어났다.

## 영화
- 빙고: 더 킹 오브 더 모닝스 (2017년)
- 인비저블 콜렉션 (2012년) - 베토 역
- 킹카스의 두 번째 삶 (2010년)
- 인비저블 우먼 (2009년)
- 로맨스 (2008년)